# フランシスタウン空港
フランシスタウン空港（フランシスタウンくうこう、英語: Francistown Airport）は、ボツワナ共和国第二の都市フランシスタウンに存在する公共空港。現在本空港にはエア・ボツワナのみが就航している。
舗装済と未舗装の2本の滑走路を有する。2010年FIFAワールドカップ・南アフリカ大会に合わせて改装工事が行われた。新ターミナルは2011年に開業し、現在旧ターミナルはボツワナ国防軍空軍の2個輸送中隊によって使用されている。

## 就航路線
| 航空会社       | 就航地                                                                 |
| -------------- | ---------------------------------------------------------------------- |
| エア・ボツワナ | ハボローネ/セレツェカーマ国際空港、ヨハネスブルグ/O・R・タンボ国際空港 |